# Tablice z Davenport

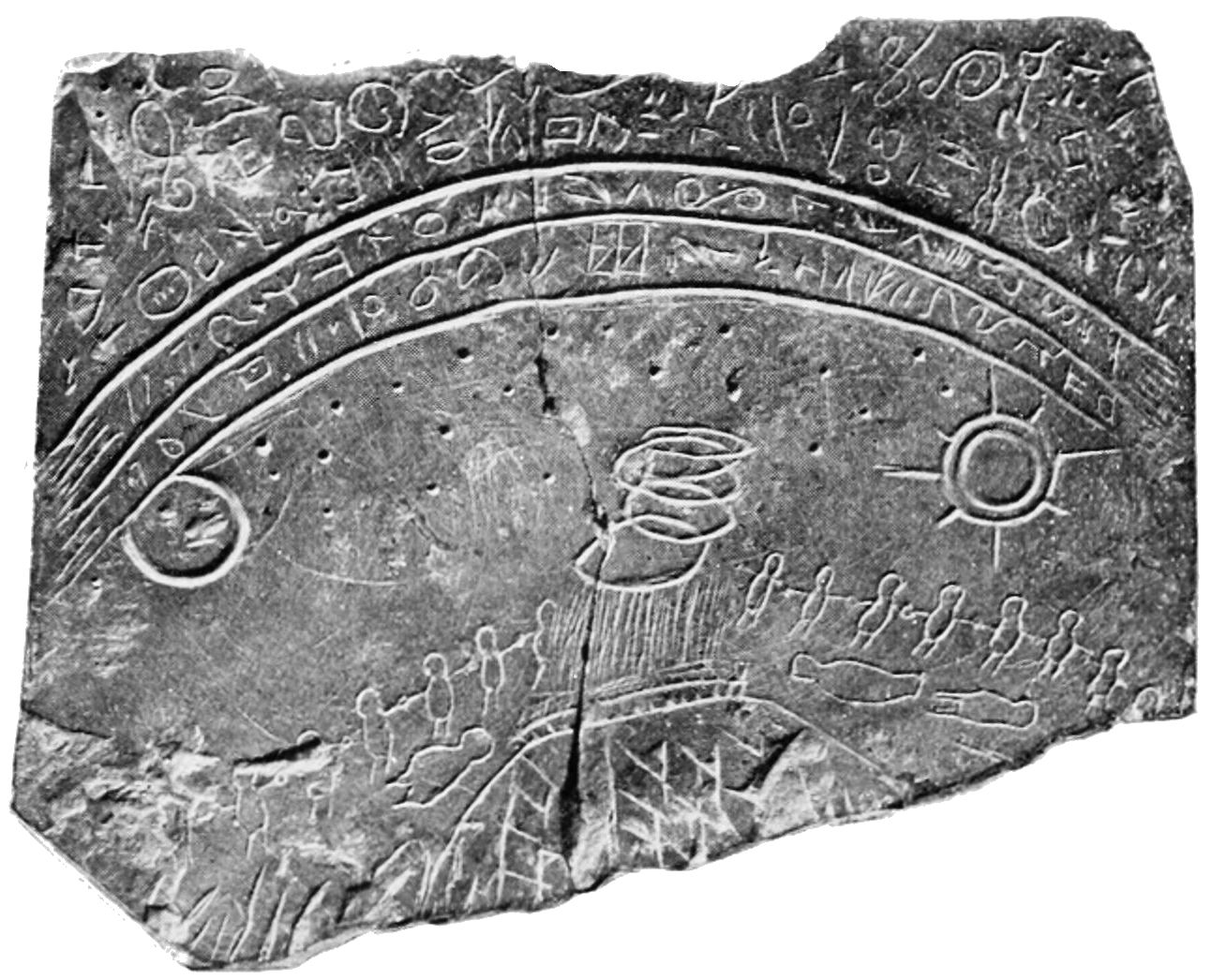
Tablica ze sceną pochówku ciałopalnego

Tablice z Davenport – rzekome znaleziska odkryte w 1877 roku w amerykańskim stanie Iowa, mające być dowodem na istnienie w przeszłości na terenie Ameryki Północnej zaawansowanej cywilizacji dysponującej znajomością pisma i rozwiniętej wiedzy astronomicznej.

## Historia
W XIX wieku w środowisku nauki amerykańskiej trwał spór odnośnie do monumentalnych kopców grobowych spotykanych na terenie Stanów Zjednoczonych. Powszechnie uważano, iż ich autorami nie mogli być „prymitywni” Indianie, postulując istnienie w przeszłości w Ameryce wysoko rozwiniętej cywilizacji spokrewnionej z kulturami Starego Świata. W takich okolicznościach pastor Jacob Gass, amatorsko parający się archeologią jako członek Davenport Academy, miał dokonać na farmie niedaleko Davenport spektakularnego odkrycia. 

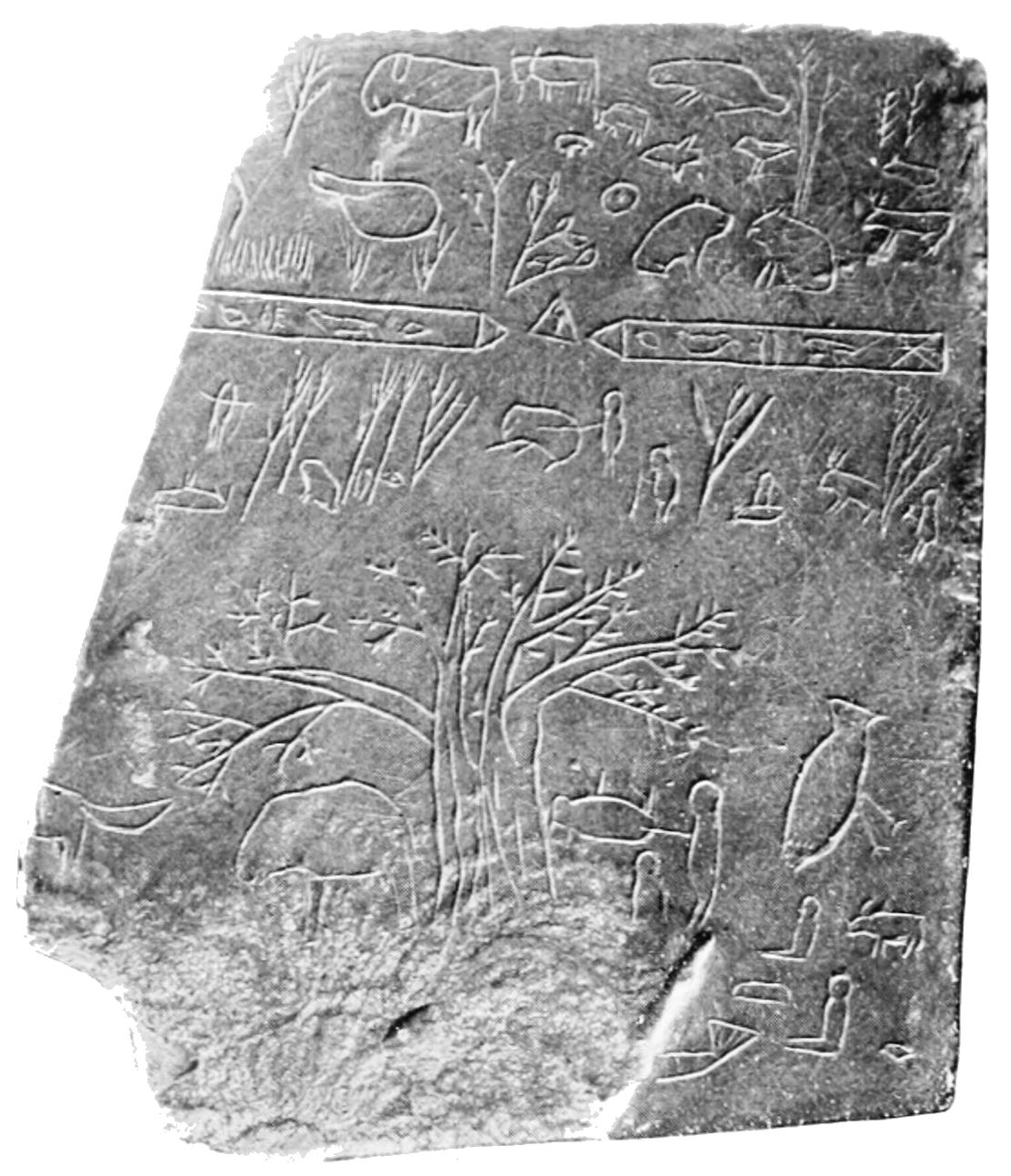
Tablica ze sceną polowania

Gass odnaleźć miał w ziemi trzy kamienne tablice, pokryte rysunkami przedstawiającymi kolejno scenę polowania, scenę pochówku ciałopalnego oraz kalendarz astronomiczny. Rysunkom towarzyszyły inskrypcje w nieznanym dotąd piśmie. Wraz z kamieniami odkryte zostały inne zagadkowe przedmioty, w tym dwie fajki w kształcie słonia. 
Autentyczność znaleziska szybko zaczęła budzić wątpliwości. Ostatecznie sprawę zbadał archeolog Cyrus Thomas, publikując w 1886 roku druzgoczącą recenzję na łamach „Science”. Miejsce, w którym Gass miał odnaleźć tablice, nie wyglądało na prehistoryczne stanowisko. Nadto wyryte na nich napisy były jedynie bezładną mieszanką znaków z różnych systemów pisma Starego Świata. Jak udowodnił Thomas, zostały one przepisane z Webster's Unabridged Dictionary z 1872 roku. W 1967 roku archeolog Marshall McKusick odwiedził Davenport i odbył opublikowane później rozmowy z pamiętającymi jeszcze sprawę znalezisk mieszkańcami miasta. Wynikało z nich, iż tablice zostały sfałszowane przez grupę członków Davenport Academy, chcących ośmieszyć nie cieszącego się sympatią Gassa.
Po krytyce Thomasa autentyczność rzekomych znalezisk została powszechnie odrzucona, choć próbował jej jeszcze bronić m.in. w latach 70. XX wieku pseudohistoryk Barry Fell, twierdząc iż są one dowodem na dawną żeglugę Fenicjan i Egipcjan do Ameryki.